# Regionalwahl in der Basilikata 1975
Die Regionalwahl in der Basilikata 1975 fand am 15. und 16. Juni statt.

## Wahlergebnis
| Listen            | Listen                                        | Stimmen | %    | Mandate |
| ----------------- | --------------------------------------------- | ------- | ---- | ------- |
|                   | Democrazia Cristiana                          | 144.420 | 41,8 | 13      |
|                   | Partito Comunista Italiano                    | 93.659  | 27,1 | 9       |
|                   | Partito Socialista Italiano                   | 45.665  | 13,2 | 4       |
|                   | Partito Socialista Democratico Italiano       | 23.732  | 6,9  | 2       |
|                   | Movimento Sociale Italiano – Destra Nazionale | 22.132  | 6,4  | 2       |
|                   | Partito Liberale Italiano                     | 7.087   | 2,1  | –       |
|                   | Partito Repubblicano Italiano                 | 5.506   | 1,6  | –       |
|                   | Unità Popolare                                | 2.927   | 0,8  | –       |
| Gesamt            | Gesamt                                        | 345.128 | 100  | 30      |
|                   |                                               |         |      |         |
| Ungültige Stimmen | Ungültige Stimmen                             | 23.081  | 6,3  |         |
| Wähler            | Wähler                                        | 368.209 | 87,4 |         |
| Wahlberechtigte   | Wahlberechtigte                               | 421.250 |      |         |